# Sickel

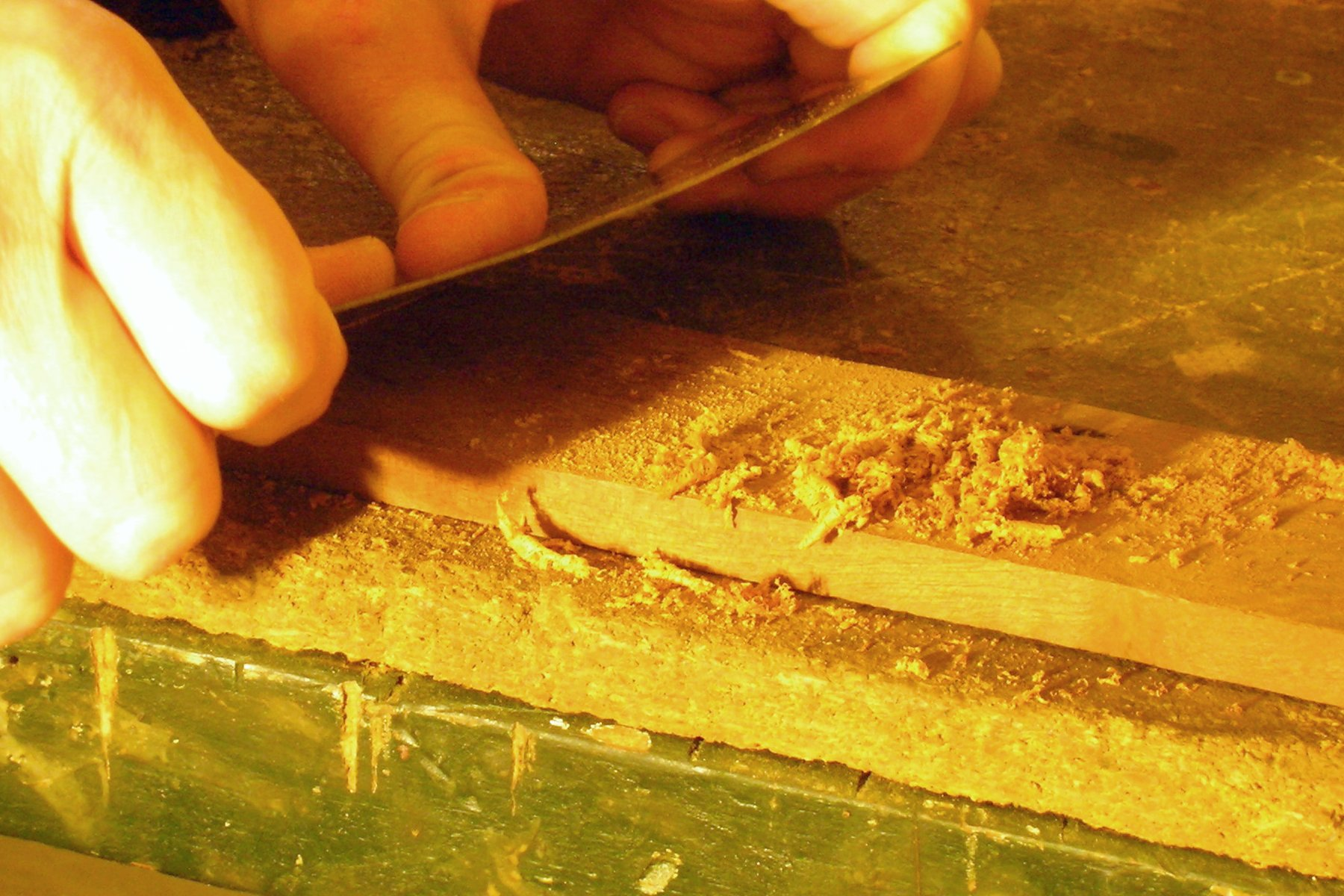
Att sickla med en sickel

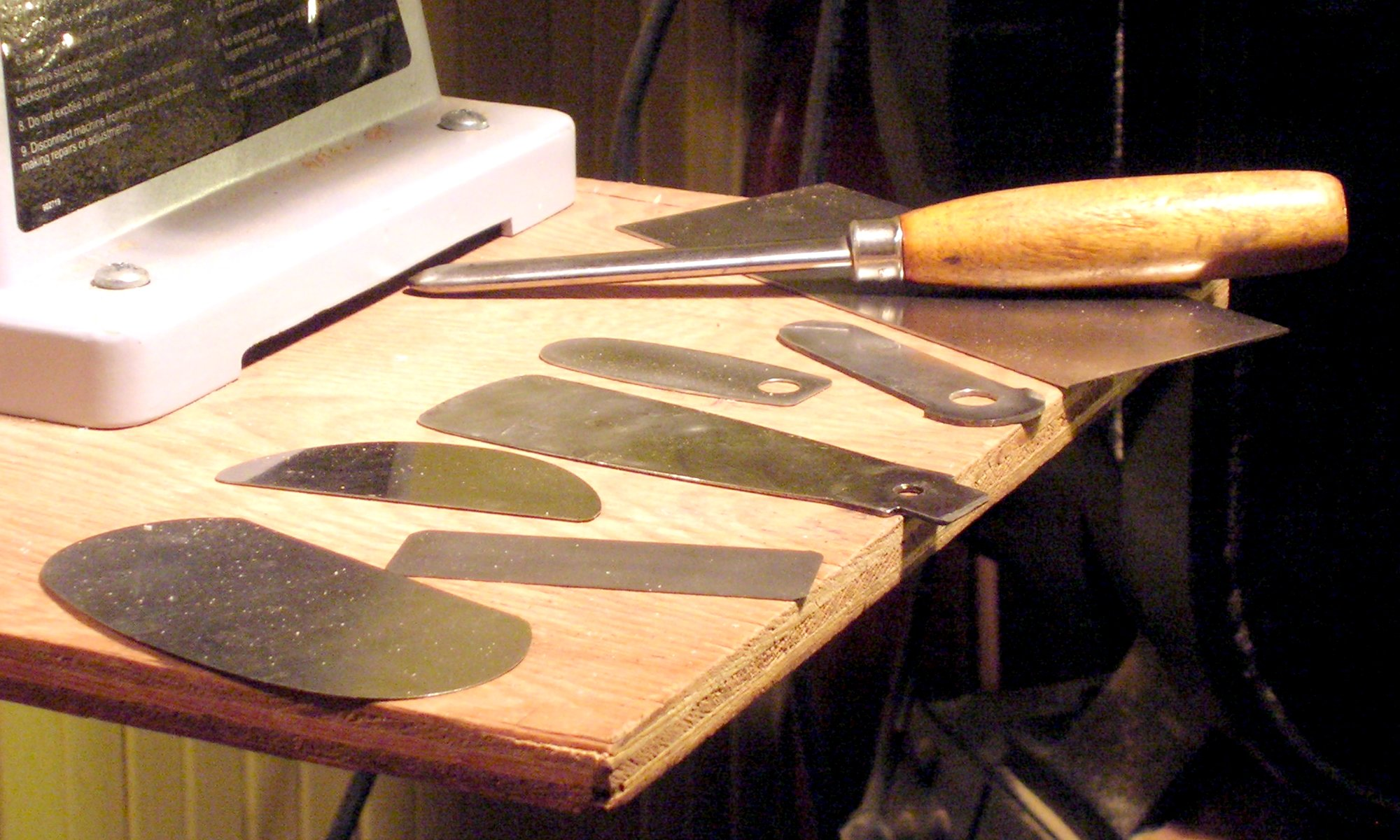
Olika sicklar samt ett sickelstål

Sickel, även sickling, är ett handverktyg bestående av en ofta rektangulär metallskiva. Den används för att sickla av (skrapa) trä eller dess ytbehandling, Om sickeln är slipad rakbladsvass rör det sig i själva verket om finhyvling. Det finns sicklar i olika tjocklekar. De tunna är mer flexibla och är lättare att använda på konvexa och konkava ytor, medan en tjockare sickel fungerar bättre till hårda träslag. Sickeln används till exempel för utjämning inför ytbehandling eller borttagning av färg, lack eller fernissa. Sickeln är ett ovärderligt verktyg för en finsnickare.Den är också ett bra redskap för att ta bort repor. Det är viktigt att regelbundet slipa sickeln för ett bra resultat.      
2. Sickel är ett litet krökt verktyg som har formen av en skära (av engelskans sickle) vilket används för att ta bort supragingival tandsten, även kallad salivsten, vilket är den tandsten som syns.